# غيلبرت كولغيت
غيلبرت كولغيت (بالإنجليزية: Gilbert Colgate)‏ هو متزلج جماعي أمريكي، ولد في 21 ديسمبر 1899 في نيويورك في الولايات المتحدة، وتوفي بنفس المكان في 9 أكتوبر 1965.

## وصلات خارجية
- غيلبرت كولغيت على موقع أوليمبيديا (الإنجليزية)